# 대왕나비
대왕나비(문화어: 감색얼룩나비)는 네발나비과에 속하는 나비다. 수컷과 암컷의 색깔이 매우 다르며 암컷은 희귀하여 수컷보다 찾기 어렵다. 참나무 숲에 살며 나무진에 모이고, 참나무류에 알을 낳으며, 어른벌레는 여름에 나타나 산길 및 공터에서 점유행동을 보인다. 사람의 피부에 앉아 땀의 염분을 섭취하기도 한다. 한국,중국, 연해주 지방에 산다. 이름은 "대왕(Princeps)나비"지만, 왕나비보다 작으며 왕나비아과에 속하지 않는다.